# Guerrilla Radio
Guerrilla Radio – pierwszy singel amerykańskiej grupy Rage Against The Machine z albumu The Battle of Los Angeles wydany w 1999. Stał się on także utworem promującym grę Tony Hawk's Pro Skater 2.

## Lista utworów
1. „Guerrilla Radio”
2. „Without a Face (Live Version)”

## Lista utworów w wersji UK

### Dysk 1
1. „Guerilla Radio”
2. „No Shelter”
3. „The Ghost Of Tom Joad”

### Dysk 2
1. „Guerilla Radio” (Radio Edit)
2. „Fuck Tha Police” (Live)
3. „Freedom” (Live)